# Divize B 2019/2020
V soubojích 55. ročníku České divize B 2019/20 se utkalo 16 týmů dvoukolovým systémem podzim - jaro. Tento ročník odstartoval  v srpnu 2019 úvodními zápasy 1. kola a byl předčasně ukončen v dubnu 2020 kvůli pandemii koronaviru.

## Nové týmy v sezoně 2019/20
- Z ČFL 2018/19 do Divize B nesestoupilo žádné mužstvo.
- Z krajských přeborů postoupila tato mužstva: FK SEKO Louny a SK Štětí z Ústeckého přeboru, FK Arsenal Česká Lípa z Libereckého přeboru a SK Slaný ze Středočeského přeboru.
- Celky MFK Dobříš a SK Aritma Praha byly přeřazeny z Divize A a celek SK Český Brod byl přeřazen z Divize C.

## Kluby podle přeborů
- Ústecký (4): FC Chomutov, FK Baník Souš, FK SEKO Louny a SK Štětí.
- Karlovarský (2): FK Olympia Březová, FK Ostrov.
- Středočeský (7): FK Neratovice-Byškovice, SK Kladno, SK Slaný, SK Český Brod, MFK Dobříš, FK Brandýs nad Labem, TJ Tatran Rakovník.
- Praha (2): FK Meteor Praha VIII, SK Aritma Praha.
- Liberecký (1): FK Arsenal Česká Lípa.

## Konečná tabulka soutěže
| Poř. | Tým                       | Z  | V  | VP | PP | P  | VG | OG | B  |
| ---- | ------------------------- | -- | -- | -- | -- | -- | -- | -- | -- |
| 1.   | SK Český Brod             | 16 | 13 | 1  | 1  | 1  | 23 | 9  | 42 |
| 2.   | FK Baník Souš             | 16 | 10 | 2  | 2  | 2  | 32 | 15 | 36 |
| 3.   | FK Meteor Praha VIII      | 16 | 8  | 3  | 1  | 4  | 28 | 21 | 31 |
| 4.   | FC Chomutov               | 16 | 6  | 4  | 4  | 2  | 27 | 17 | 30 |
| 5.   | FK Ostrov                 | 16 | 6  | 2  | 5  | 3  | 35 | 28 | 27 |
| 6.   | FK Olympia Březová        | 16 | 6  | 2  | 4  | 4  | 29 | 29 | 26 |
| 7.   | SK Aritma Praha           | 16 | 6  | 3  | 1  | 6  | 18 | 15 | 25 |
| 8.   | FK Neratovice-Byškovice   | 16 | 5  | 3  | 3  | 5  | 31 | 22 | 24 |
| 9.   | SK Kladno                 | 16 | 7  | 0  | 1  | 8  | 31 | 27 | 22 |
| 10.  | FK Brandýs nad Labem      | 16 | 5  | 1  | 5  | 5  | 21 | 21 | 22 |
| 11.  | SK Slaný (N)              | 16 | 3  | 4  | 3  | 6  | 22 | 29 | 20 |
| 12.  | SK Štětí (N)              | 16 | 4  | 3  | 1  | 8  | 30 | 42 | 19 |
| 13.  | FK SEKO Louny             | 16 | 3  | 4  | 1  | 8  | 22 | 28 | 18 |
| 14.  | TJ Tatran Rakovník (N)    | 16 | 4  | 2  | 2  | 8  | 23 | 33 | 18 |
| 15.  | FK Arsenal Česká Lípa (N) | 16 | 1  | 4  | 2  | 9  | 25 | 37 | 13 |
| 16.  | MFK Dobříš                | 16 | 2  | 1  | 3  | 10 | 25 | 49 | 11 |

Poznámky:
- Z = Odehrané zápasy; V = Vítězství; R = Remízy; P = Prohry; VG = Vstřelené góly; OG = Obdržené góly; B = Body